# Syrnyky
Syrnyky (ukrainisch Сирники; russisch Сырники/Syrniki, polnisch Serniki) ist ein Dorf in der Ukraine mit etwa 550 Einwohnern. Es liegt am Flüsschen Serna (Серна) in der Oblast Wolyn im Rajon Luzk. Das Rajonszentrum und gleichzeitig Oblastzentrum Luzk ist etwa 9 Kilometer südöstlich gelegen.

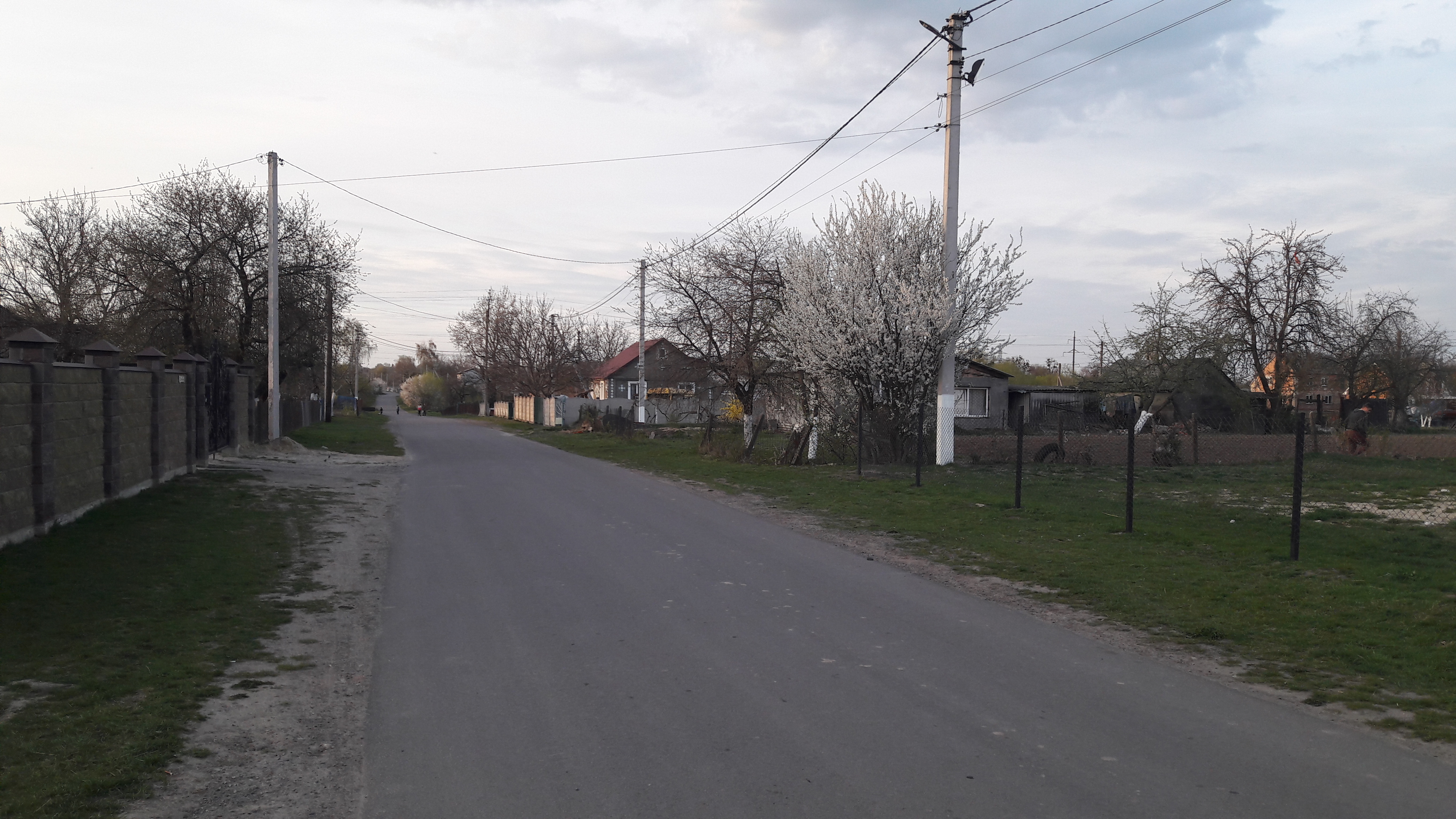
Straßenbild des Ortes

Am 12. Juni 2020 wurde das Dorf ein Teil der neu gegründeten Stadtgemeinde Luzk; vorher ab dem 9. August 2016 war es ein Teil der neugegründeten Landgemeinde Knjahynynok, bis dahin bildete es einen Teil der Landratsgemeinde Knjahynynok im Nordosten des Rajons Luzk.

## Geschichte
Der Ort wurde bereits im Jahr 1450 zum ersten Mal schriftlich erwähnt und lag bis 1795 als Teil der Adelsrepublik Polen-Litauen in der Woiwodschaft Wolhynien. Danach kam es zum neugegründeten Gouvernement Wolhynien als Teil des Russischen Reiches.
Nach dem Ende des Ersten Weltkriegs wurde der Ort ein Teil der Zweiten Polnischen Republik (Woiwodschaft Wolhynien, Powiat Łuck, Gmina Kniahininek). Infolge des Hitler-Stalin-Pakts wurde das Gebiet durch die Sowjetunion besetzt und war nach dem deutschen Überfall auf die Sowjetunion von 1941 bis 1944 unter deutscher Besatzung (im Reichskommissariat Ukraine), kam 1945 wieder zur Sowjetunion, wurde in die Ukrainische SSR eingegliedert und gehört seit 1991 zur heutigen Ukraine.